# Корусант
Корусант (англ. Coruscant /ˈkɒrəsɑːnt/) — вигадана планета з всесвіту Зоряних війн, столиця галактики і імперії Палпатіна.
Майже всю поверхню планети займають міста. Невеликі неосвоєні райони становлять лише полярні шапки на полюсах і в групі гір Манараї. Клімат на планеті підтримується штучно, в тому числі за підтримки системи орбітальних дзеркал і обігрівачів на приполярних районах планети.
На Корусанті знаходиться багато важливих інституцій, в тому числі Галактичний Сенат. Крім того, на планеті є Храм джедаїв, а після утворення імперії — Імператорський палац. Тоді планета протягом декількох десятків років носила назву Імперський Центр. Планета покрита подвійним планетарним щитом, навколо неї — флоти і численні бойові станції, на низьких і високих орбітах обертаються багато космічних станцій.
Населення Корусанта, відомого своєю космополітичною культурою та високими хмарочосами, складалося з трильйонів жителів великої кількості як гуманоїдів, так і інопланетних видів. Крім того, стратегічне розташування Корусанта в кінці кількох великих торговельних шляхів дозволило йому збільшити силу та вплив, що призвело до того, що місто-планета перевершило своїх перших суперників і стало центром галактичної культури, освіти, фінансів, образотворчого мистецтва, політики та технології.
Поверхня планети була повністю зруйнована під час війни з йуужань-вонгами.